# Suzak (Kirghizistan)
Pour les articles homonymes, voir Suzak.

Suzak est une ville dans la province de Jalal-Abad du Kirghizistan. Elle se trouve à 40.9 longitude nord, 72.9 longitude est.